# Adam Mikołaj Goździewski

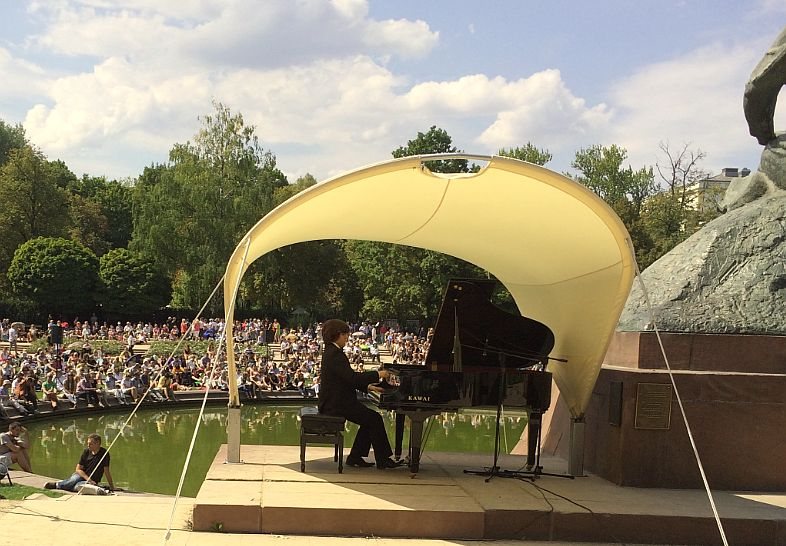
Adam Goździewski podczas niedzielnego koncertu pod pomnikiem Fryderyka Chopina w Parku Łazienkowskim (2015)

Adam Mikołaj Goździewski (ur. 5 grudnia 1996 w Łodzi) – polski pianista.

## Życiorys
Absolwent Szkoły Muzycznej I stopnia w Skierniewicach w klasie fortepianu Anny Grzegorkiewicz-Ciesielskiej. Jest uczniem Ogólnokształcącej Szkoły Muzycznej II st. im. Zenona Brzewskiego w Warszawie w klasie prof. Joanny Ławrynowicz oraz prof. Krystyny Makowskiej-Ławrynowicz.
Występował w wielu salach koncertowych w Polsce, takich, jak Filharmonia Łódzka im. Artura Rubinsteina, Filharmonia Narodowa w Warszawie, Filharmonia Dolnośląska w Jeleniej Górze, Muzeum Narodowe w Warszawie, Dworek Chopina w Żelazowej Woli, Zamek Królewski w Warszawie, Łazienki Królewskie w Warszawie, Akademia Sztuk Pięknych w Warszawie, Stowarzyszenie Polskich Artystów Muzyków w Warszawie, Teatr w Teremiskach, Pałac Prymasowski w Skierniewicach, a także w wielu innych salach koncertowych.
Wspólnie z Julią Wrońską (skrzypce) oraz Mikołajem Burzyńskim (wiolonczela) tworzy trio fortepianowe, które zdobyło wiele prestiżowych nagród na ogólnopolskich i międzynarodowych konkursach muzyki kameralnej m.in. w Warszawie, Izabelinie, czy Rybniku. Trio prowadzi czynną działalność koncertową, występując m.in. w sali koncertowej Uniwersytetu Muzycznego im. Fryderyka Chopina w Warszawie, Sali Balowej Zamku w Łańcucie, czy siedzibie Światowej Organizacji Własności Intelektualnej w Genewie.
Jest laureatem krajowych i międzynarodowych konkursów pianistycznych i kameralnych w Polsce, Słowenii, Rosji, na Ukrainie i we Włoszech.
Pracował pod kierunkiem takich pianistów, jak Ewa Pobłocka, Jerzy Romaniuk, Nelly Ben-Or (Wielka Brytania), Waldemar Wojtal, Andrzej Jasiński, Taras Wasko, Jose Gallardo (Argentyna, Niemcy), Lidia Triakina (Rosja), Aleksiej Sokołow (Rosja, Chiny), Przemysław Lechowski (Polska), Edward Zienkowski (Austria, Polska)
Jest stypendystą Ministra Kultury i Dziedzictwa Narodowego, Dyrektora Centrum Edukacji Artystycznej oraz Krajowego Funduszu na rzecz Dzieci.

## Nagrody
- I nagroda III Ogólnopolskiego Konkursu Pianistycznego im. Emmy Altberg w Łodzi (2005)
- III nagroda VI Międzynarodowego Konkursu Muzycznego im. Juliusza Zarębskiego w Łomiankach (2006)
- Laureat Międzynarodowego Festiwalu Chopinowskiego na Mazowszu w Sochaczewie (2007)
- II nagroda na Międzynarodowym Konkursie Pianistycznym im. W. Lutosławskiego w Zambrowie (2010)
- III nagroda XIX Międzynarodowego Konkursu Pianistycznego im. Fryderyka Chopina dla Dzieci i Młodzieży w Szafarni (2011)
- I nagroda XI Międzynarodowego Konkursu Muzycznego im. Juliusza Zarębskiego w Izabelinie (2011)
- I nagroda Chopinowskiego Turnieju Pianistycznego im. Haliny i Ludwika Stefańskich w Krakowie (2011)
- III nagroda XVII Ogólnopolskiego Konkursu Pianistycznego pod patronatem Ministra Kultury i Dziedzictwa Narodowego w Koninie (2012)
- I nagroda oraz nagroda specjalna Międzynarodowego Konkursu Pianistycznego im. Fryderyka Chopina w Lutsku na Ukrainie (2011)
- I nagroda XXII Międzynarodowego Konkursu Młodych Muzyków w Barletta we Włoszech (2012)
- I nagroda oraz nagroda specjalna za najlepsze wykonanie nokturnu F. Chopina na II Syberyjskim Międzynarodowym Konkursie Pianistycznym im. Fryderyka Chopina w Tomsku w Rosji (2013)

kameralne:
- II nagroda na Ogólnopolskich Przesłuchaniach Zespołów Kameralnych CEA w Warszawie (2013, trio fortepianowe)
- III nagroda na Międzynarodowym Konkursie Muzycznym im. Juliusza Zarębskiego w Izabelinie – Łomiankach (2013, trio fortepianowe)
- I nagroda na IX Ogólnopolskim Forum Młodych Instrumentalistów w Rybniku (2013, trio fortepianowe)